# Tim (voornaam)
Tim is een jongensnaam.
De naam is een verkorte versie van de naam van twee heiligen, Timoteüs of Timotheus, hetgeen letterlijk 'God-vrezend' of 'God-erend' betekent en ook Timon. Nederlandse spelvormen van de naam zijn ook Thim, Thijmen of Tijmen met als diminutieven Timmy en Timmie.

## Bekende mensen met de naam Tim
- Tim Akkerman, zanger/gitarist (solo)
- Tim Bergling, Zweedse dj, ook bekend als Avicii
- Tim Beumers, rapper
- Tim Burton, Amerikaans regisseur
- Tim Cahill, Australisch voetballer
- Tim Claerhout, Belgisch voetballer
- Tim Cook, CEO van Apple
- Tim Coronel, Nederlands Autocoureur
- Tim de Cler, voetballer
- Tim Curry, Brits acteur en muzikant
- Tim Dog, rapper
- Tim Douwsma, acteur
- Tim Easton, musicus
- Tim Foncke, schrijver en komiek
- Tim Hardin, Amerikaanse volkszanger
- Tim Howard, voetballer
- Tim Janssen, voetballer
- Tim Klijn, presentator
- Tim Krabbé, schrijver
- Tim Matavž, Sloveense voetballer
- Tim Montgomery, Amerikaanse atleet
- Tim Oliehoek, film- en televisieregisseur
- Tim Robbins, acteur
- Tim Roth, Brits acteur
- Tim Salomons, Nederlandse schaatser
- Tim Sastrowiardjo, Nederlands vechtsporter
- Tim Smolders, voetballer
- Tim Sparv, voetballer
- Tim Steens, hockeyer
- Tim Veldt, baanwielrenner
- Tim Vincken, voetballer
- Tim Visterin, muzikant van de Belgische rockgroep 'Roland et les Bémols'